# Alejandro Rejon Huchin
Wilberth Alejandro Rejón Huchin (Mérida, Yucatán, 18 de maio de 1997) é um poeta, gerente cultural e jornalista mexicano. Foi bolseiro do festival cultural interface 2016 em Mérida. Diretor do Festival Internacional de Poesia Tecoh, Yucatán. Alguns de seus textos foram traduzidos para o árabe, italiano, romeno, grego, francês, catalão e bengali.

## Biografia
Diretor da revista literária Marcapiel, foi bolsista do Festival Cultural Interface Mérida em 2016. Publicou em diversas revistas e antologias nacionais e internacionais como poetas do além-mar (Espanha, 2019), poetas do cosmovitral (Governo de Toluca, 2018), Memória do 15 Festival Internacional de Poesia de Quetzaltenango (Editorial Metáfora, 2019) e Fragua de preces (Editorial Alicios cultural, Espanha, 2020). Participou de diversos eventos literários na Guatemala e em Cuba como representante de seu país. Em março de 2019, criou e dirigiu o Primeiro Encontro Internacional de Literatura e Educação na feira internacional de leitura de Yucatán. Em setembro do mesmo ano foi arquiteto e promotor do Festival Internacional de Poesia de Tecoh, Yucatán, do qual participaram poetas do México, Argentina, Estados Unidos, Cuba, Guatemala e Colômbia. É colaborador cultural de vários jornais como La Revista Peninsular, Senderos del Mayab e La Verdad. Como antologista, editou a antologia poética contemporânea de Yucatán para a revista mexicana Círculo de Poesía. Ele recebeu vários prêmios por seu trabalho em gestão cultural e no meio literário.

## livros publicados
- Curso de um retrato recortado, Argentina, Editora Buenos Aires Poesia, 2019.[6]
- A água quebrada dos sonhos, Estados Unidos, editorial Primigenios, 2020.[7]
- Thirst lightning, Chile, editorial Andesgraund, 2020.[8]

## Publicações em revistas
- Poema "Bifurcação da matéria" em Flight Bitácora, setembro de 2015.
- Poema "Lago Volátil" em Sinfín, no. 14 de novembro a dezembro, México, 2015.
- Poema “Entidades que se ligam”, in Sinfín, n. 19, setembro-outubro, México, 2016.
- Antologia "Wilberth Alejandro Rejón Huchin", in TriploV de Artes, Religiões e Ciências, n. 60, setembro-outubro, Portugal, 2016.
- Antologia "Fog of the Sun" em Almiar, no. 87, julho-agosto, Espanha, 2016.
- Antologia "Poesia Atual Mexicana: Alejandro Rejón" no Círculo de Poesía, 6 de setembro de 2016, México.
- Antologia "Poema de Wilberth Alejandro Rejón Huchin" na Revista Literária Monolito, 21 de novembro de 2016.
- Antologia "Alejandro Rejon Huchin" em La Raíz Invertida: Revista Latino-americana de Poesia, 20 de janeiro de 2017, Colômbia.
- Antologia "Abrojos y rimas: Alejandro Rejón Huchin" em La Máscarada, 23 de janeiro de 2017, Cidade do México, México.
- Antologia "Poemas de Alejandro Rejón" em Ómnibus, no. 54, março de 2017, Espanha.
- Antologia "Alejandro Rejón Huchín.Poesías" em Soma: Arte e cultura., 28 de setembro de 2017, México.
- Antologia "Poemas de Alejandro Rejón Huchín" em Letralia, 9 de agosto de 2017, Venezuela.
- Antologia "Três poemas" na Revista Levadura, 20 de outubro de 2017, México.
- Antologia "Alejandro Rejón Huchin - Due Inediti (Traduzione di Antonio Nazzaro)" em Alterier, 20 de abril de 2018, Itália.
- Antologia "Tarde de chuva em Toluca de Lerdo" em Buenos Aires Poesia, 13 de julho de 2019, Argentina.

## Distinções
- Distinto visitante da cidade de Toluca, México, 2018.[9]
- Prêmio Internacional de Poesia Harold Von Ior, 2019.[10]
- Reconhecimento internacional de mérito cultural, Governo de Tecoh, México, 2020.[11]
- Reconhecimento por seu trabalho na criação de projetos internacionais em benefício da comunidade artística e cultural, Governo de Tlaxcala, México.[12]